# Колесовка (Пензенская область)
Колесовка (другие название: Михайловское, Михайловка) — упразднённое село в Башмаковском районе Пензенской области России. Входило в состав Колесовского сельсовета.

## География
Урочище находится на западной части Пензенской области, на расстоянии приблизительно 2 километров от посёлка городского типа Башмаково и 171 километра от города Пензы. Абсолютная высота — 147 метров над уровнем моря.

### Климат
Климат умеренно-континентальный. В засушливые годы годовое количество осадков понижается до 350 миллиметров, а во влажные годы — повышается до 775 миллиметров.

### Часовой пояс
Урочище Колесовка, как и вся Пензенская область, находится в часовой зоне МСК (московское время). Смещение применяемого времени относительно UTC составляет +3:00.

## История
Село Колесовка появилось между 1748 и 1754 годами. Название происходит от одного из верховий реки Буртас. В середине 19 века в селе имелись церковь, школа, 8 мельниц, 2 салотопни для варки мыла. В 1911 году в селе насчитывалась 1 община, 352 двора, церковь, школа, медицинский пункт, водяная мельница, 11 ветряных, 3 кузницы, 2 лавки.
К 1955 году село стало центром Колесовского сельсовета (населённые пункты: Башмаково, Михайловка, Водокачка, Красный куст). В том же году, в селе действовала центральная усадьба колхоза «Заветы Ильича». Колесовка прекратила существование в 1959 году после вхождения в состав Башмаково.

## Демография
| 1795 | 1864  | 1877  | 1897  | 1911  | 1926  | 1930  | 1939  | 1959  |
| ---- | ----- | ----- | ----- | ----- | ----- | ----- | ----- | ----- |
| 1052 | ↗1488 | ↗1509 | ↗1911 | ↗2429 | ↗2580 | ↘2145 | ↗3476 | ↘2694 |

## Известные уроженцы
- Александра Васильевна Аношина (20 декабря 1931 — 26 февраля 2018) — прессовщица, Герой Социалистического Труда (1971), лауреат Государственной премии СССР (1976).